# هارييت سميثسون
هارييت سميثسون (بالفرنسية: Harriet Smithson)‏ هي ملحنة وممثلة فرنسية، ولدت في 18 مارس 1800 في Ennis ‏ في جمهورية أيرلندا، وتوفيت في 3 مارس 1854 في باريس في فرنسا.

## وصلات خارجية
- هارييت سميثسون على موقع الموسوعة البريطانية (الإنجليزية)